# Odtwarzacz CD (Windows)
Odtwarzacz CD – program komputerowy umożliwiający odtwarzanie CD-Audio z wykorzystaniem karty dźwiękowej. Był dołączony do systemów Windows 98, NT 3.51, NT 4.0 oraz 2000 (jako Deluxe CD Player), a także dostępny dla Windows 95. Począwszy od Windows Me został zastąpiony przez Windows Media Player.

## Funkcje
Po uruchomieniu Odtwarzacza, aplikacja przeszukuje napędy optyczne pod kątem ścieżek audio, następnie wyszukuje w internecie metadanych i odtwarza płytę. Jeżeli w stacji nie ma żadnego nośnika lub jest to „zwykły” CD-ROM, program wyświetla komunikaty Brak dysku lub dysk CD-ROM i Włóż płytę kompaktową audio.
Wyświetlacz czasu ścieżki można ustawiać w jednym z trybów: Bieżący czas utworu, Pozostały czas utworu lub Pozostały czas dysku. Ścieżki mogą być odtwarzane kolejno lub losowo. Dane dotyczące tytułu ścieżki i nazwy wykonawcy można także wprowadzić ręcznie – zostaną one wczytane przy powtórnym włożeniu do napędu danej płyty audio. Informacje te są zapisywane w pliku cdplayer.ini, którego rozmiar ograniczony jest do 64 kilobajtów (KB).

## Deluxe CD Player
Zmodyfikowana wersja Odtwarzacza CD, posiadająca inną skórkę, nazywana Deluxe CD Player była również częścią pakietu Microsoft Plus! dla Windows 98, systemów Windows 2000, Windows ME (wczesne kompilacje, aż do Bety 3) oraz Windows XP (Whistler) do kompilacji Beta 2 2446. W ramach ulepszenia aplikacji względem standardowego Odtwarzacza, Deluxe CD Player umożliwiał pozyskanie metadanych albumu z niedziałających już witryn Tunes.com i Music Boulevard. Informacje te były zapisywane do bazy danych pod postacią pliku DeluxeCD.mdb, w formacie Microsoft Access.